# Sandra Day O'Connor
Sandra Day O'Connor (født 26. marts 1930 i El Paso, Texas, død 1. december 2023) var den første kvindelige dommer i den amerikanske højesteret.
Hun blev nomineret til posten af præsident Ronald Reagan, der dermed indfriede et valgkampsløfte om at udnævne en kvindelig højesteretsdommer. O'Connor blev efterfølgende enstemmigt godkendt i Senatet, som altid har til opgave at godkende præsidentens dommerudnævnelser og 25. september 1981 udnævnt.
O'Connor regnes for at have haft en udslagsgivende stemme i mange vigtige sager. Det skyldes hendes moderate politiske tilgang og tendens til at vægte fakta i den konkret foreliggende sag højt – frem for mere teoretiske juridiske overvejelser. Det fik i 2004, Forbes Magazine til at udpege hende som USA's fjerdemest indflydelsesrige kvinde og som nummer 6 i verden.
1. juli 2005 annoncerede O'Connor sin tilbagetræden fra højesteret, og hun blev 31. januar 2006 afløst af Samuel Alito.